# Доноси (Свентокшиське воєводство)
Доноси (пол. Donosy) — село в Польщі, у гміні Казімежа-Велька Казімерського повіту Свентокшиського воєводства.
Населення — 525 осіб (2011).
У 1975-1998 роках село належало до Келецького воєводства.

## Демографія
Демографічна структура на день 31 березня 2011 року:
|          | Загалом | Допрацездатний вік | Працездатний вік | Постпрацездатний вік |
| -------- | ------- | ------------------ | ---------------- | -------------------- |
| Чоловіки | 265     | 54                 | 175              | 36                   |
| Жінки    | 260     | 49                 | 151              | 60                   |
| Разом    | 525     | 103                | 326              | 96                   |